# Susak (Mali Lošinj)
Susak (olaszul: Sansego) falu Horvátországban Tengermellék-Hegyvidék megyében. Közigazgatásilag Mali Lošinjhoz tartozik.

## Fekvése
Az azonos nevű sziget északkeleti öblében Crestől 51 km-re délnyugatra, Mali Lošinjtól 14 km-re nyugatra fekszik. A sziget egyetlen községe, mely tulajdonképpen két faluból áll: Donje Selo vagy Spjaža és a régebbi Gornje Selo. A két falu közötti távolság mindössze száz méter, melyet egy kőből épített kanyargós lépcsőn lehet megtenni. Gornje Selo egy kissé távolabb fekszik az öböltől, míg Donje Selo ahony a neve is utal rá öbölparti település.

## Történelme
A sziget első lakói az illírek voltak, akik a legmagasabb pontján a 98 méter magas Vela Stražán erődöt építettek. Az illírek után a rómaiak érkeztek. Plinius a neves római író homokos partú szigetként írja le, mely nem messze fekszik az akkori Pólától. A Nyugatrómai Birodalom bukása után keleti gótok érkeztek ide, majd a 6. és a 10. század között bizánci uralom alatt volt. A horvátok ősei a 8. században telepedtek itt meg és a sziget a 10. századra a Horvát Királyság része lett. Ebben az időszakban érkeztek ide a bencések, akiknek Krešimir király kolostort építtetett. Az első szerzetesek Osorból érkeztek, míg elöljárójuk az itáliai Monte Cassino apátságból jött. A kolostor rövid időn belül apátsággá fejlődött. Az első írásos említése a 884-es velencei krónikában történt "Sansagus" alakban. 1102-től a Kvarner szigeteivel, Dalmáciával és Horvátország többi részével együtt a magyar királyok uralma alá került. A szigetet gyakran támadták kalózok és uszkókok, ezért a 12. században megerősítették. Az akkori erődítések nyomai ma is láthatók a templom közelében. A középkorban jelentős demográfiai hullámként a Zengg környékéről što és ča nyelvjárású horvát lakosság települt be. A 14. században az apátság megszűnt, de kolostorként még egészen 1770-ig működött. Az apátság megszűnése után a sziget az osori püspökség birtoka lett, amely plébániát alapított itt és a bencés apátság maradványain felépíttette a Szent Miklós plébániatemplomot. A templom mai Kármelhegyi Boldogasszony oltára az egykori apátság szentélyében áll. A 15. század elején a sziget  Velencei Köztársaság része lett. A bencések távozásakor mintegy háromszáz lakosa volt. 1797-ben Napoléon Bonaparte tábornok megdöntötte a Velencei Köztársaságot. Az osztrák uralom idején 1813 és 1918 között közigazgatásilag Isztriához csatolták, melynek tartományi székhelye Trieszt volt. A település 1867-től 1918-ig az Osztrák–Magyar Monarchia része volt. Az osztrák uralom alatt fokozatosan  üdülőhellyé építették ki. A két legnagyobb homokos öblöt sétánnyal kötötték össze. 1885-ben megépült a világítótorony, bevezették a kataszteri nyilvántartást.
A sziget 1920-ban rapallói szerződés értelmében olasz uralom alá került, melynek radikális olaszosítás lett a következménye. A hivatalos nyelv az olasz lett és a személyneveket is olaszosították. Fejlődésének csúcspontján 1936-ban Susakon borüzem, 1940-ben pedig halfeldolgozó üzem épült. A német megszállás 1943-tól 1945-ig tartott. A második világháború végén a sziget népessége elérte csúcspontját 1876 lakossal. 1945 és 1990 között Jugoszlávia része volt. A kommunista hatóságok agrárreformot vezettek be, mely a szigetre nézve súlyos következményekkel járt. A halfeldolgozó üzemet bezárták, majd az 1960-as években tömeges kivándorlás kezdődött. A politikai és gazdasági okok következtében összesen 1395 susaki hagyta el az országot. A legtöbben csónakokon menekültek a közeli Olaszországba, majd onnan az Egyesült Államokba, főként a New Jersey állambeli Hobokenbe. Az önálló horvát állam megalakulása után Susak is Horvátország része lett. 2011-ben a szigetnek 147 lakosa volt.

## Lakosság

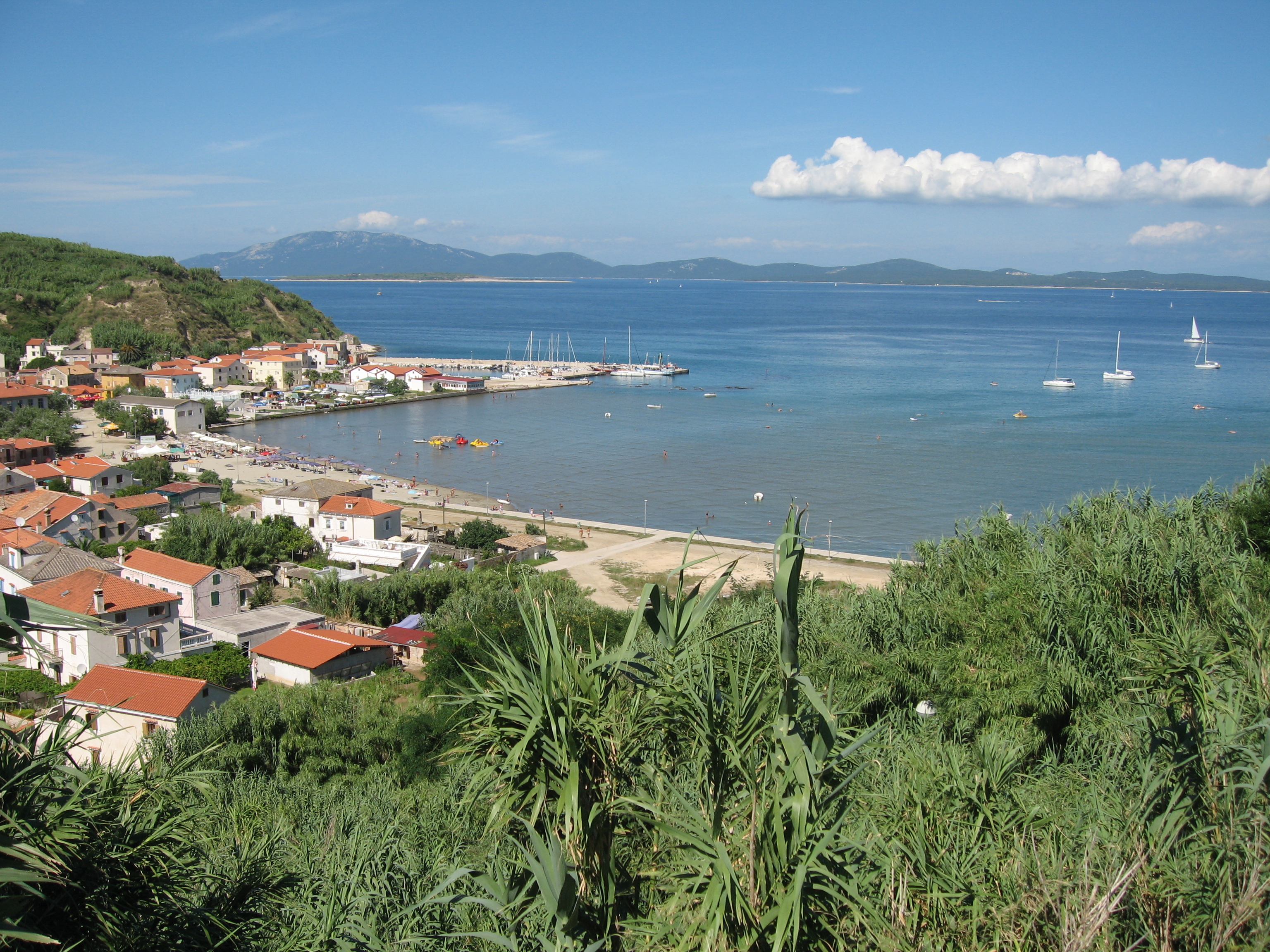
Kilátás a felső faluból (Gornje Selo) az öbölre

| Lakosság változása | Lakosság változása | Lakosság változása | Lakosság változása | Lakosság változása | Lakosság változása | Lakosság változása | Lakosság változása | Lakosság változása | Lakosság változása | Lakosság változása | Lakosság változása | Lakosság változása | Lakosság változása | Lakosság változása | Lakosság változása |
| ------------------ | ------------------ | ------------------ | ------------------ | ------------------ | ------------------ | ------------------ | ------------------ | ------------------ | ------------------ | ------------------ | ------------------ | ------------------ | ------------------ | ------------------ | ------------------ |
| 1857               | 1869               | 1880               | 1890               | 1900               | 1910               | 1921               | 1931               | 1948               | 1953               | 1961               | 1971               | 1981               | 1991               | 2001               | 2011               |
| 1089               | 1095               | 1111               | 1333               | 1335               | 1412               | 1564               | 1541               | 1629               | 1434               | 1199               | 323                | 247                | 188                | 188                | 147                |

## Nevezetességei
- Szent Miklós tiszteletére szentelt plébániatemplomát 1770-ben építették a régi bencés apátsági templom maradványain. A régi templom szentélye a mai Kármelhegyi Boldogasszony oltár helyén állt. A templomban helyezték el a híres Veliki Bouh (nagy Isten) keresztet. A kereszt története a következő: Egy vihart követően a susaki öbölben a tenger kivetett egy keresztet (valószínűleg egy hajóról esett le). Ebben égi jelet látva a susakiak elvitték a templomukba. Ezután egy alkalommal  (valószínűleg körmenet alkalmával) megpróbálták a templomból kivinni. De láss csodát, a keresztet nem tudták sem az ajtón, sem az ablakon kivinni. Egyszer bement és maradt örökké, ámen! A kereszt azóta is ott látható a templomban. A kereszten kívül említésre méltó még a román stílusú egykori bencés kolostor kő ablakkeretének néhány töredéke.[4]
- A falutól délre a temetőben áll a Fájdalmas Szűzanya kápolna. A temetőt 1887-ben költöztették a plébániatemplom mellől a mai helyére. A falu korábbi plébánosai a kápolnában vannak eltemetve.
- A sziget keleti végpontján levő Darto-foknál a Bok-öböl felett áll az 1930-ban épített Angyali Üdvözlet kápolna. Minden évben egyszer körmenet jön ide a plébániatemplomból. A kápolna a faluból mintegy két órás sétával érhető el.[4]
- A világítótornyot még az osztrák-magyar időkben 1886 és 1887 között építették. Néhány éve bevezették az áramot és automatizálták, azelőtt gázzal működött. Kezelőjének naponta kétszer, egyszer nappal és egyszer éjjel  kellett ellenőrizni. Közelében egykori katonai őrtorony maradványai találhatók.[4]